# Етногерпетологія
Етногерпетологія — це розділ етнозоології, який вивчає взаємини людини з земноводними і рептиліями.

## Історія
Взаємодія людей і герпетофауни (групи амфібій і рептилій) існувала в усьому світі протягом тисячоліть, що робить її важливою дисципліною етнозоологічних досліджень. На рівень інтерпретації часто впливають фізичне середовище, культурні норми та особистий досвід.

## Антропогенний вплив в етногерпетології
Такі дослідження мають вирішальне значення для оцінки впливу людини на види, що експлуатуються, щоб інформувати про плани управління збереженням, і викликають зростаючий інтерес серед менеджерів ресурсів, планувальників і осіб, які приймають рішення.

## Науа
У громадах Атікпак і Ксалтепек є важливий масив знань науа про герпетофауну. Ці знання істотно впливають на матеріальні та нематеріальні відносини між людьми та герпетофауною. Змії є групою з вищою культурною релевантністю, з вираженим негативним сприйняттям до них через страх, визначаючи, що основною формою взаємодії є їх усунення, але для більшості науа толерантність до герпетофауни є домінуючим відношенням. Медичне використання змій є найважливішим, але було зафіксовано й інші види використання місцевої герпетофауни. Уявлення, вірування та легенди впливають на стосунки людей із цими тваринами. У людей похилого віку та деяких молодих людей присутні деякі елементи біокультурної пам'яті науа, які забезпечують інформацію та цінності для всієї спільноти, що разом із науковою інформацією сприятиме розробці стратегій збереження біокультури in situ.

## Непал
«Паха» — це загальний термін, який використовується в горбистих регіонах Непалу для жаб, що живуть у струмках, представлених представниками роду Nanorana (колишня Paa), Ombrana та Amolops і виловлюються місцевою громадою.
Дослідження задокументувало використання пахи в їжу як делікатесу, а її м'ясо — як ліки від незначних захворювань у спільноті гурунгів, тоді як ця ж тварина шанується священною спільнотою тибетських лам. Це є прикладом того, як різні культурні норми в суміжних громадах мають протилежні погляди на ту саму групу тварин. Така інформація є критичною для збереження жаб паха. Проте необхідні додаткові дослідження щодо економічного ланцюга торгівлі пахою, визначення попиту та пропозиції, а також кінцевих споживачів, щоб отримати ширшу картину таких ринків дикої природи.